# Manuel Valoi
Manuel Valoi (ur. 6 sierpnia 1968 w Maputo) – mozambicki piłkarz grający na pozycji bramkarza. W swojej karierze rozegrał 1 mecz w reprezentacji Mozambiku.

## Kariera klubowa
W swojej karierze piłkarskiej Valoi grał w klubie GD Maputo, CD Estrela Vermelha, CD Maxaquene i GDR Textáfrica.

## Kariera reprezentacyjna
W reprezentacji Mozambiku Valoi zadebiutował 25 czerwca 1995 w wygranym 3:1 towarzyskim meczu z Zimbabwe, rozegranym w Beirze i był to jego jedyny mecz w kadrze narodowej. W 1996 roku powołano go do kadry na Puchar Narodów Afryki 1996. Na tym turnieju nie rozegrał żadnego meczu.